# Insoleuse

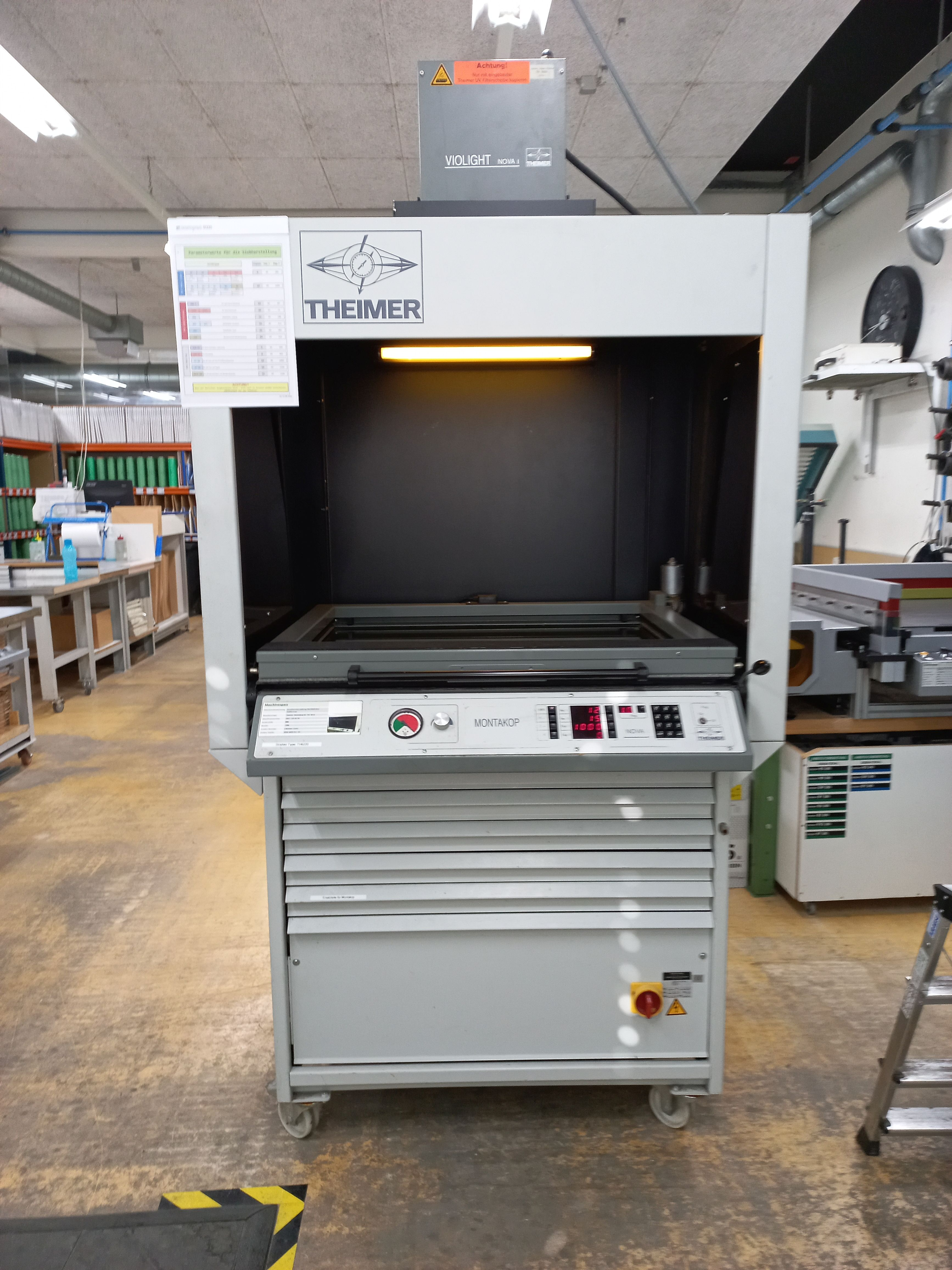
Insoleuse sur meuble.

Une insoleuse est une machine qui sert à la fabrication de circuits imprimés.

## Utilisation
L'insoleuse est utilisée dans la création artisanale de circuit imprimés, elle permet entre autres de réaliser des prototypes de circuits imprimés avant que ceux-ci soient envoyés en production plus importante.
L'insolation est une des étapes de cette réalisation. Le processus complet comprend :
- Réalisation du typon (masque) à l'aide d'outils de routage, ou simplement à la main
- Impression du typon sur papier transparent
- Insolation de la plaque époxy (ou bakelite)
- Révélation du circuit à l'aide d'un révélateur
- Gravure à l'aide de perchlorure de fer
- Neutralisation du perchlorure de fer
- Étamage à froid (pour la protection des pistes)
- Perçage
- Placement des composants et soudure
- Vernissage des circuits

Dans la réalisation artisanale de circuit, l'étamage et le vernissage du circuit sont des étapes facultatives, mais recommandées.

## Principe
L'insolation permet de reporter les motifs dessinés sur un typon transparent sur une plaque à epoxy pré-sensibilisée afin de graver ces motifs par la suite.
Une insoleuse est constituée essentiellement de tubes actiniques (néons à UV), d'une minuterie (optionnelle) et d'un système permettant de faire le vide autour de la plaque à insoler (optionnelle).
Une plaque pré-sensibilisée comprend une plaque isolante (résine d'epoxy ou bakelite), une couche de cuivre collée, puis une couche de vernis pré-sensibilisé. Le vernis est sensible aux rayons UV, qui le fragilisent ou le renforcent selon que celui-ci soit "positif" ou "négatif". L'application d'un typon sur la plaque permet de protéger les parties imprimées (le plus souvent en noir) des rayons UV.
Dans le cas d'une plaque "positive", seules les zones non protégées sont "insolées". Les zones insolées voient leur vernis fragilisé, et celui-ci peut ensuite être enlevé grâce à un révélateur. Les zones qui ne sont plus protégées par le vernis sont ainsi exposées au perchlorure de fer lors de la gravure, et la couche de cuivre non protégée est attaquée par celui-ci, jusqu'à être totalement dissoute (c'est-à-dire transformé en chlorure cuivrique).
Les zones restantes sur la plaque forment les pistes initialement imprimées sur le typon.